# Peredusxélne
Peredusxélne (en (ucraïnès): Передущельне, en rus: Предущельное, Predusxélnoie) és un poble de la República Autònoma de Crimea a Ucraïna, que el 2014 tenia 549 habitants. Pertany al districte de Bakhtxissarai. Fins al 1948 la vila es deia Koix-Deguermén.

## Població
Segons les dades del 2001 la composició de la població de la vila de Peredusxélne d'acord amb la llengua que empren és la següent:
| Llengua  | %     |
| -------- | ----- |
| Rus      | 81,67 |
| Tàtar    | 14,38 |
| Ucraïnès | 2,69  |
| Altres   | 0,64  |